# Joaquim Piqué i Calvo
Joaquim Piqué i Calvo (Monistrol de Montserrat, 1970) fou director de l'Escolania (2000-2007) i de la Capella de Música de Montserrat.
Inicià la formació musical a l'Escolania de Montserrat, i la prosseguí després als conservatoris de Badalona i Manresa. Des del 1990, va estudiar direcció i fenomenologia amb Francesc Llongueras, al mateix temps participa com a alumne actiu en el curs que Eric Ericson imparteix a Barcelona.
Ha estat professor de diverses escoles de música de Catalunya, a més de participar com a director assistent i professor de Música de Cambra al cinquè Campus Internacional de Joves Intèrprets de Granada, organitzat per Joventuts Musicals d'Espanya. Ha estat director de l'Orfeó Monistrolenc i del Cor de la Passió d'Olesa de Montserrat. Des del 1991 fins al 1999 va ser director de l'Orfeó Manresà. Ha estat membre des de la seva fundació del Cor de Cambra del Palau de la Música Catalana, del qual en fou sotsdirector fins al 1998.
Des del 1997 és professor de Conjunt Coral i Tècnica Vocal a l'Escolania de Montserrat, de la qual n'ha sigut director de l'Escolania (2000-2007) i de la Capella de Música de Montserrat.